# 和田一夫
和田一夫（日语：／ Wada Kazuo */?，1929年3月2日—2019年8月19日），男，日本企业家。

## 生平
1929年生于神奈川县小田原市。在静冈县的热海市长大。1951年从日本大学经济学系毕业后，将父母在静冈县热海市创办的蔬果店发展为主力超市，1962年改名为“八佰伴百货”并自任社长。1971年成功进军海外，1984年于香港开设旗下首间百货公司，并将八佰伴集团总部迁至香港。1990年举家移居香港。
1992年，八佰伴創辦人和田一夫看好藍田及天水圍地產前景，爽快買下藍田匯景廣場及天水圍嘉湖山莊商場（同年整幢轉售，現稱嘉湖新北江商場），因此藍田匯景廣場成為八佰伴集團旗下唯一商場。八佰伴百貨公司第6分店在藍田匯景商場四至五樓全層，面積10500平方米，於1992年9月3日開幕，為唯一自有物業的分店，四樓為超級市場及美食廣場，五樓近扶手電梯一帶為服裝、玩具部、近往匯景花園平台一帶為家品、電器部。大滿貫、茜廊、麵包廊、聖安娜餅屋、歡樂天地、多間酒樓、仿膳飯莊同屬八佰伴集團擁有。
1995年于上海开设亚洲最大的百货公司，并创下首日开业有107万顾客光临的纪录。
1994年，他把八佰伴公司交给弟弟和田晃昌负责后就一心专注亚太市场的开拓，没想到同年八佰伴公司出现赤字，隔年和田晃昌假造帳目隱瞞虧損，後被揭發逮捕，由于信誉的丧失，八佰伴迅速走下坡路，1997年最终宣告破产。在八佰伴宣告破产之前半年，曾回到日本实施公司拯救计划，与另一家大型超市集团大榮公司达成协议，卖掉了16家店铺并得到了320亿，他当即将这笔钱还交银行，但银行在收到钱后却没有履行诺言，拒绝再贷款。
1998年，他开办了和田经营塾，通过自己的经验为中小企业培养经营管理类人才。2000年，他开通了“互联网国际经营塾”网站，回答创业咨询等各种问题。
2019年8月19日凌晨2时54分，他在静冈县伊豆之國市的家中去世，享年90岁。

## 亲属
和田一夫共有1个儿子和3个女儿，都已结婚。他的母亲和田加津被认为是日本放送协会电视剧《阿信》主角蓝本。

## 相关书籍
- 和田一夫. . 由徐静波翻译. 百家出版. 2001年1月. ISBN 9787806564080.
- 唐坚. . 中国三峡出版社. 2006年8月. ISBN 9787802232068.
- 和田一夫. . 由徐静波 / 颜慧翻译. 复旦大学出版社. 2006年6月. ISBN 9787309050172.